# Proves de validació
Les proves de validació a l'enginyeria de software son el procés de revisió que el sistema de programari produït compleix amb les especificacions i que compleix la seva comesa. Normalment és una part del procés de proves de programari d'un projecte, que també utilitza contes com avaluacions, inspeccions i tutorials. La validació és el procés de comprovar el que s'ha especificat i és el que l'usuari volia realment. Es tracta d'avaluar el sistema o part d'aquest durant o al final del desenvolupament per a determinar si compleix els requisits inicials.
En el desenvolupament de programari i proves d'acceptació pel proveïdor del sistema es distingeix sovint de les proves d'acceptació pel client (l'usuari o client) abans d'acceptar la transferència de propietat. En aquests ambients, les proves d'acceptació realitzades pel client es coneix com a proves d'acceptació per l'usuari (UAT). Això també es coneix com a final de les proves d'usuari, el lloc (acceptació) de proves, o de camp (acceptació) de proves.
En l'enginyeria com a part d'un sistema de gestió de la qualitat, la validació confirma que se satisfan les necessitats d'un client extern o usuari d'un producte, servei o sistema. La verificació és generalment un procés intern de qualitat per a determinar el compliment d'un reglament, norma o especificació.

## Enfocaments a la verificació
- Dinàmica de verificació, també conegut com a assaigs o experimentació.
- Estàtica de verificació, també conegut com a anàlisi.

## Tipus
- Proves d'acceptació: desenvolupades pel client.

Això pot incloure proves d'acceptació en fàbrica, és a dir, les proves fetes per altres usuaris de fàbrica abans de la fàbrica es va traslladar al seu propi lloc, després que les proves d'acceptació poden ser realitzats pels usuaris en el lloc.
- Proves d'acceptació operatives: també conegudes com a proves de preparació operacional, que amb això es refereix a la verificació realitzada a un sistema per assegurar que els processos i procediments adequats poden permetre que el sistema sigui utilitzat i mantingut. Això pot incloure controls efectuats als serveis d'emergència, els procediments de recuperació davant desastres, capacitació per als usuaris finals, procediments de manteniment i procediments de seguretat.
- Proves alfa realitzades per l'usuari amb el desenvolupador com a observador en un entorn controlat (simulació d'un entorn de producció). Consisteix en les proves del sistema operatiu per personal intern, abans que sigui lliurat als clients externs.
- Proves beta realitzades per l'usuari en el seu entorn de treball i sense observadors. Consisteix en proves realitzades per un grup de clients que utilitzen el sistema en les seves pròpies localitats i proporcionant informació, abans que el sistema es distribueixi als altres clients. Col·loquialment anomenades 'Proves de camp'.

## Característiques
Cal comprovar que es satisfan els requisits:
- Es fan servir les mateixes tècniques, però amb un altre objectiu.
- No hi ha programes de prova, sinó només el codi final de l'aplicació.
- Es prova el programa complet.
- Un o diversos casos de prova per cada requisit o cas d'ús especificat.
- Es prova també rendiment, capacitat, etc. (i no només resultats correctes).
- Proves alfa (desenvolupadors) i beta (usuaris).

## Procés de validació
El conjunt de proves de validació s'executa en les dades d'entrada subministrades o utilitzant una seqüència de prova d'acceptació per dirigir els multímetres. Llavors el resultats obtinguts es comparen amb els resultats esperats. Si hi ha una coincidència correcta per a cada cas, el conjunt de proves es dona un aprovat. Si no, el sistema, ja sigui pot ser rebutjat o acceptat en condicions prèviament pactades entre el promotor i el fabricant.
L'objectiu és proporcionar confiança en què el sistema lliurat compleix amb les necessitats empresarials dels patrocinadors i els usuaris. La fase d'acceptació també pot actuar com a porta d'enllaç de qualitat final, en què qualsevol defecte de qualitat prèviament detectada pot ser descobert.
Un dels propòsits principals de les proves d'acceptació és que, un cop completat amb èxit, proporcioni una determinada informació (acordat en el contracte) que es compleixen els criteris d'acceptació, els patrocinadors signaran en el sistema que compleix el contracte (previ acord entre el patrocinador i fabricant), i lliurarment del pagament final.

## Llista de desenvolupament per a entorns de producció
- DEV, entorn de desenvolupament
- DTE, entorn de desenvolupament de prova
- QA, control de qualitat
- DIT, proves d'Integració per al Desenvolupament
- DST, desenvolupament del sistema de proves
- SIT, proves del sistema d'integració
- UAT, proves d'acceptació de l'usuari
- PROD, entorn de producció

[1-4] Etapes habituals en un entorn de desenvolupament en projectes de desenvolupament de mida mitjana.

## Proves d'acceptació de l'usuari (UAT)
Proves d'Acceptació d'usuari (UAT) és un procés per obtenir la confirmació d'un Expert en la Matèria (SME), de preferència el propietari o el client de l'objecte sota prova, a través de l'assaig o opinió, que un sistema compleix mútuament requisits acordats. En el desenvolupament de programari, la UAT és una de les etapes finals d'un projecte i, sovint ocorre abans d'un client o usuari accepta el nou sistema.
Els usuaris del sistema de realitzar aquestes proves, que els desenvolupadors es deriven de contracte del client o l'especificació de requeriments d'usuari.
Els dissenyadors redacten tests formals i elaboren un rang de nivells de gravetat. És preferible que el dissenyador de l'acceptació dels usuaris no sigui el creador de la integració formal i sistema de casos de prova per al mateix sistema, però hi ha algunes situacions en què això no pot ser evitat. La UAT actua com una verificació final de les funcions requerides per les empreses que volen el producte i el funcionament adequat del sistema, emulant les condicions d'ús del món real en nom del client que paga o un usuari final. Si el programari funciona com està previst i sense problemes durant l'ús normal, raonablement es pot inferir el mateix nivell d'estabilitat en la producció. Aquestes proves, que normalment són realitzades pels clients o usuaris finals, no estan normalment centrades a identificar problemes simples, com ara errors d'ortografia i problemes estètics, ni presentar defectes com els accidents de programari, desenvolupadors i provadors prèviament identifiquen i corregeixen aquests problemes durant la prova de la unitat anterior, les proves d'integració, i el sistema de fases de prova.
Els resultats d'aquests assajos han donat confiança als clients pel que fa a com el sistema funcionarà en la producció. També pot haver obligació legal o contractual per a l'acceptació del sistema. D'altra banda, molt malament hauria d'anar aquesta prova perquè un client es negui rotundament a acceptar el producte. Per això els tests anteriors i el disseny del producte en general segueix el model del diagrama en V. Si se segueixen aquests passos, no hi hauria d'haver cap problema.

## Activitats
Verificació de la maquinària i equip en general consisteix en el disseny de qualificació - DQ, certificació de la instal·lació - CI, certificació operativa - OQ i Qualificació d'Acompliment - PQ. DQ és en general el treball d'un proveïdor. No obstant això, DQ també es pot realitzar per l'usuari, mitjançant la confirmació mitjançant la revisió i proves que l'equip compleix amb l'especificació de l'adquisició per escrit.
Si el document corresponent o els manuals de l'equip no són proporcionats pels proveïdors, les necessitats més tard 3T a fons realitzat pels usuaris que treballen en un entorn de reglamentació industrial. En cas contrari, el procés d'IQ, OQ i PQ és la tasca de validació. L'exemple típic d'aquest cas podria ser la pèrdua o absència de la documentació del proveïdor d'equips legacy o faci-ho vostè mateix (DIY) conjunts (és a dir, cotxes, ordinadors, etc.) i, per tant, els usuaris s'hauran d'esforçar per adquirir el document DQ per endavant.
Cada plantilla de DQ, IQ, OQ i PQ en general es poden trobar a Internet, respectivament, mentre que les qualificacions de bricolatge de l'equip no pot comptar amb l'assistència, ja sigui pels materials amb el proveïdor de cursos de formació i tutorials, o pels llibres d'orientació publicats, com a pas per la sèrie a pas si l'adquisició de maquinària i equip no s'inclou amb els serveis de capacitació en el lloc. Aquest tipus d'enfocament de bricolatge és també aplicable als títols de programari, sistemes operatius i un procés de fabricació.
La tasca més important i fonamental com l'últim pas de l'activitat és la generació i arxiu de maquinària i equips d'informes sobre la qualificació per a fins d'auditoria, en cas d'incompliments reglamentaris són obligatoris. Al mateix temps, cal tenir en compte per compartir amablement l'obra original amb els altres, si l'activitat, especialment la validació de les màquines recentment inventades i equips, és el valor de la publicació.
La qualificació de l'equip depèn del lloc i, per tant, si els objectes són reubicats s'ha de requalificar una altra vegada. Les escales completes d'alguns títols equips són encara dependents del temps, i per tant, la recertificació és necessària en un lapse de temps determinat. La requalificació de l'equip no s'hauria de dur a terme quan el reemplaçament de peces, o en ajuntar-se amb un altre dispositiu, s'instal·la un nou programari d'aplicació i ha calgut la reestructuració de l'equip que afecta especialment la pre-configuració, com ara el BIOS, el registre, la unitat de disc taula de particions, etc.
En aquesta situació, les especificacions de les peces dels dispositius de propostes de programes i la reestructuració ha de ser annexat al document de qualificació si les parts dels dispositius i programari són genuïns o no. Torres i Hyman han discutit la idoneïtat dels components no originals per al seu ús clínic i estableix les directrius per als usuaris d'equips per seleccionar substituts apropiats que són capaços d'evitar els efectes adversos.
En el cas que les peces originals i dispositius i programari són demanades per alguns dels requisits reglamentaris, la requalificació no cal realitzar-la en les peces no genuïnes.
Quan la màquina / qualificació de l'equip es duu a terme per una norma aprovada per tercers, com per una norma ISO acreditada empresa d'una divisió particular, el procés en requereix la certificació.